# ダニエレ・ガスタルデッロ
ダニエレ・ガスタルデッロ（Daniele Gastaldello (イタリア語発音: [daˈnjеːle ɡastalˈdɛllo])、1983年6月25日 - ）は、イタリア・カンポザンピエーロ出身の元サッカー選手。ポジションはディフェンダー（センターバック）。現在はセリエBのブレシアの監督を務める。

## 経歴
パドヴァのユース出身。ユヴェントスに引き抜かれた後、出場機会を得るべくレンタル移籍を繰り返す。
2007年にUCサンプドリアへ移籍。ワルテル・マッツァーリ、ルイジ・デルネーリ両監督の下で3バック、4バックの中心選手となり、戦術理解度の高さを披露している。

## 所属クラブ
- パドヴァ 2000-2002
- ユヴェントスFC 2002-2003
  - → FCクロトーネ(Loan) 2003-2005
  - → ACシエナ(共同保有) 2005-2007
- UCサンプドリア 2007-2015
- ボローニャFC 2015-2017
- ブレシア・カルチョ 2017-2020

## タイトル
ブレシア・カルチョ
- セリエB : 2018-19